# Walther P38
A Walther P38 a német hadsereg (Wehrmacht) által a második világháború elején rendszeresített 9 mm-es hadipisztoly, amellyel a drágább Luger P08-at váltották le. Félautomata DA működésű fegyver[forrás?]. Gyártása a Walther üzemein kívül több más cégnél is folyt. A háború után gyártása Franciaországban folytatódott. 1957-ben az újjáalakuló Bundeswehr a P38-as módosított alumíniumtokos változatát rendszeresítette oldalfegyverként. Szerkezete nagyfokú hasonlóságot mutat a Király Pál által korábban tervezett KD Danuvia pisztollyal.

## Megjelenése a popkultúrában
A Transformers (Alakváltók) c. képregény- és rajzfilmsorozatban Megatron másodlagos alakja egy Walther P38.

## Fordítás
- Ez a szócikk részben vagy egészben  a   Walther P38  című angol Wikipédia-szócikk fordításán alapul.  Az eredeti cikk szerkesztőit annak laptörténete sorolja fel. Ez a jelzés csupán a megfogalmazás eredetét és a szerzői jogokat jelzi, nem szolgál a cikkben szereplő információk forrásmegjelöléseként.